# Waschhaus (Villeziers)

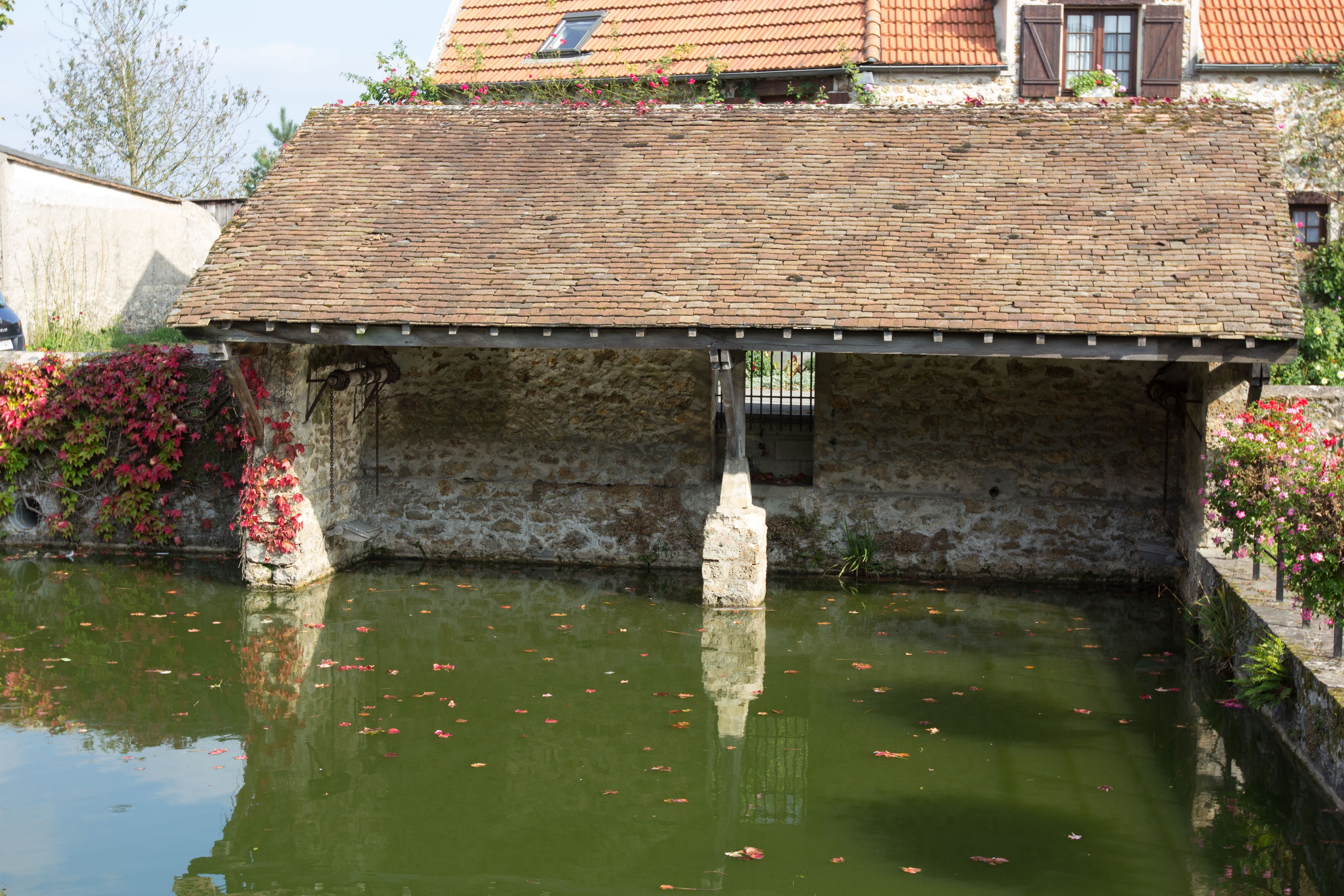
Waschhaus in Villeziers

Das Waschhaus (französisch lavoir) in Villeziers, einem Weiler der französischen Gemeinde Saint-Jean-de-Beauregard im Département Essonne in der Region Île-de-France, wurde 1889 errichtet.
Das öffentliche Waschhaus in der Grande-Rue aus Bruchsteinmauerwerk und mit einem Pultdach wurde von dem Architekten Edmond Vasseur erbaut.